# Natuurlijke bevolkingsgroei
Met natuurlijke bevolkingsgroei, ook wel  natuurlijke groei of natuurlijke aanwas genoemd, worden alle veranderingen in de omvang van de bevolking bedoeld voor zover die het gevolg zijn van geboorte en sterfte. 
De natuurlijke bevolkingsgroei wordt bepaald door het geboortecijfer te verminderen met het sterftecijfer. Is dat verschil positief, en is het geboortecijfer dus hoger dan het sterftecijfer, dan is er sprake van een positieve natuurlijke groei of een geboorte-overschot. Is het verschil negatief, en het sterftecijfer dus hoger dan het geboortecijfer, dan wordt gesproken van een negatieve natuurlijke groei of een sterfte-overschot. 
Veranderingen als gevolg van migratie (de sociale bevolkingsgroei) worden bij de berekening niet meegenomen.

## Niet-natuurlijke factoren
De term "natuurlijke" groei kan enigszins misleidend zijn. Het geboorte- en sterftecijfer van een land of gebied (en dus ook de natuurlijke bevolkingsgroei) wordt immers sterk beïnvloed door niet natuurlijke, maar sociaal-economische en andere factoren. Slechte medische en hygiënische omstandigheden of oorlog leiden bijvoorbeeld tot hogere sterftecijfers, terwijl economische onzekerheid en een hoge zuigelingensterfte tot een hoger geboortecijfer leiden, met name in derdewereldlanden waar kinderen ook als arbeidskracht worden ingezet en de oudedagvoorziening voor hun ouders vormen.